# Кампрад, Ингвар
Феодор И́нгвар Кампрад (швед. Feodor Ingvar Kamprad; 30 марта 1926 — 27 января 2018) — шведский предприниматель, основатель компании IKEA — сети магазинов, торгующих товарами для дома. Был одним из богатейших людей мира.

## Биография
Ингвар родился 30 марта 1926 года. Начал заниматься бизнесом ещё в детском возрасте, продавая соседям спички. Он обнаружил, что может дёшево брать их большими партиями в Стокгольме, а затем продавать их в розницу по низкой цене и иметь при этом хорошую прибыль. Впоследствии он занимался продажей рыбы, рождественских украшений, семян, шариковых ручек и карандашей.
У Кампрада немецкие корни. В 1896 г. его бабушка Франциска с 30-летним мужем Акимом Эрдманном Кампрадом приехали в Швецию. Здесь он с помощью почтового перевода купил лесное хозяйство, чтобы по примеру своего отца сделать бизнес на лесозаготовках. Но Аким при покупке полагался на информацию из рекламы в своем любимом охотничьем журнале. А на месте выяснилось, что первоначальный план провалился: участок требовал слишком больших капиталовложений. Пришлось переквалифицироваться в фермеры.
Молодожёнам пришлось эмигрировать из Германии, скорее всего, из-за матери Акима, Седонии. Ведь её сын был из уважаемой семьи, а Франциска — незаконнорожденной, низкого происхождения. Уже через год после переезда Аким ушёл из жизни. Франциска, взявшись за хозяйство, сумела поднять и его, и детей. Седония не оставила невестку одну. Она присылала деньги, а в самый критический момент лично приехала на помощь. Правда, не оставила привычку называть Франциску «глупой ослицей».
Бабушка Франциска с её энергией и оптимизмом стала для Ингвара примером. Женщиной она была властной. Отец Ингвара не хотел вести жизнь фермера, но, когда ему стукнуло 25 лет, Франциска приказала стать управляющим семейными землями. Одно время отец решил жить отдельно и переехал на ферму, подаренную тестем, но всё равно мотался на велосипеде или бричке за 20 километров управлять бабушкиной фермой. Затем вернулся в семейное гнездо. Его брат Эрик влюбился в банковскую служащую и хотел было уехать к ней в город, но тоже не посмел ослушаться запрета Франциски. В конце концов Эрик застрелился.
Ингвар основал предприятие, впоследствии ставшее IKEA, когда ему было 17 лет, на деньги, полученные в подарок от отца. Акроним «IKEA» был составлен из его собственных инициалов (IK), названия семейной фермы Elmtaryd (E) и названия ближайшей деревни Agunnaryd (A). Идея о мебели, упакованной в плоские коробки, пришла к нему в 1950-е годы — когда он увидел, как его сотрудник открутил ножки у стола, чтобы тот поместился в машину покупателя. Ингвар признавал, что страдает дислексией и это наложило отпечаток на его бизнес. Например, звучащие на шведский манер названия товаров, продаваемых в ИКЕА, появились из-за того, что у него были трудности с запоминанием числовых артикулов.
В 1994 году были опубликованы личные письма шведского фашистского активиста Пера Энгдаля, из которых стало известно, что Кампрад с 1942 года был участником его националистической группы «Новошведское движение». По меньшей мере до сентября 1945 года он активно собирал деньги для группы и привлекал новых участников. Время ухода Кампрада из группы неизвестно, но до начала 1950-х годов они с Пером Энгдалем оставались друзьями. Кроме того, согласно данным Государственной службы безопасности, он являлся членом нацистской партии Шведское социалистическое собрание.

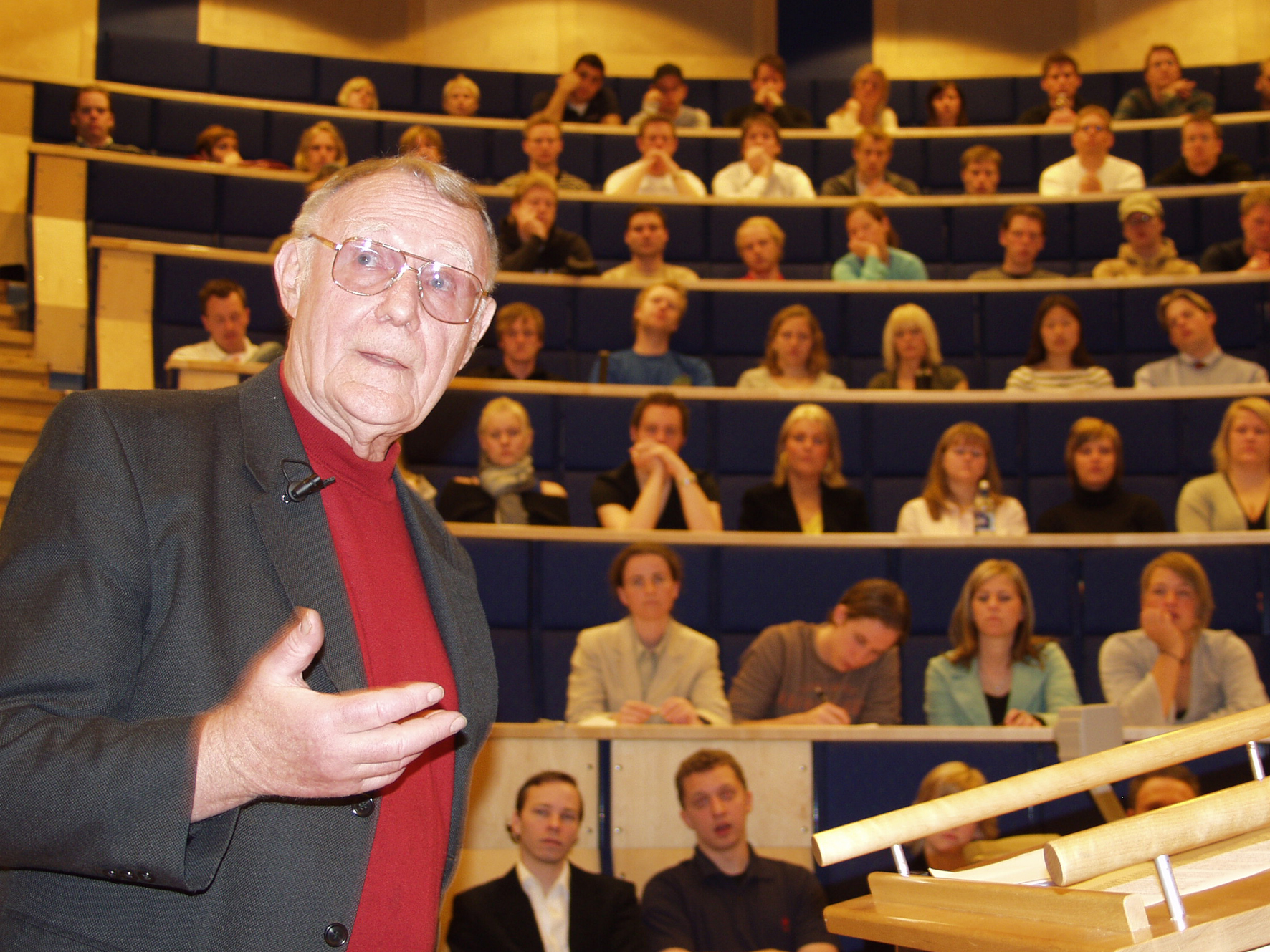
Ингвар Кампрад читает лекцию студентам Университета Линнеус

Ингвар Кампрад пообещал выделить почти €100 млн на благотворительность после того, как СМИ написали, что в 17 лет он был зарегистрированным членом шведской нацистской партии и привлекал в ряды партии новых членов. Кампрад посвятил две главы книги «Есть идея!: История ИКЕА» своему пребыванию в этой организации (название которой — «Nysvenska Rörelsen») и, в 1994 году, в письме к сотрудникам компании, назвал свою связь с ней «величайшей ошибкой своей жизни». Однако в августе 2010 года в интервью журналистке и писательнице Элисабет Осбринк он заявил, что «Пер Энгдаль был великим человеком, и я буду придерживаться этого мнения до тех пор, пока я жив».
С 1973 года Кампрад проживал в Швейцарии в городе Эпаленж. По состоянию на 2009 год являлся самым богатым жителем Швейцарии.
С 2014 года вновь жил в Швеции. Уезжал он в знак протеста против высоких налогов, а вернулся после смерти своей супруги, чтобы быть ближе к семье.
Отличался бережливостью. В одном из своих интервью он рассказал, что машине, которую он водит, исполнилось уже 15 лет, что он всегда летает экономклассом и что от своих подчинённых требует использовать обе стороны листа бумаги. Вся мебель в его доме — из магазина ИКЕА, за исключением «старого кресла и прекрасных напольных часов». Он рассказывал, что 32 года пользуется одним и тем же креслом: «Я пользуюсь им 32 года. Жена считает, что мне нужно новое — потому что материал загрязнился… Но в остальном — оно не хуже нового».
Также, Ингвар был очень скромен. Так например, когда в родном городе ему воздвигли статую и пригласили на открытие — Ингвар должен был перерезать ленточку, а вместо этого отвязал её, аккуратно сложил и вручил мэру с пожеланием использовать ещё раз. Ещё был случай, когда охранники не пустили его на вручение награды «Бизнесмен года», потому что он приехал на вручение на автобусе.
Скончался 27 января 2018 года в своём доме в Смоланде.

## Состояние
На 2010 год состояние основателя сети IKEA оценивалось в 23 млрд долларов, что обеспечило ему 11-е место в списке Forbes. Однако в 2011 году тот же Forbes оценил состояние Кампрада и его семьи всего в 6 млрд долларов, назвав его «главным неудачником 2011 года».
По результатам 2012 года агентство Блумберг поставило Кампрада на 5 место среди богатейших людей планеты, оценив его состояние в 42,9 млрд долларов. В то же время Forbes продолжает оценивать состояние Ингвара Кампрада более скромно: в 3 млрд долларов, и ставит его всего лишь на 377 место в списке миллиардеров.

## Stichting INGKA Foundation
Кампрад до самой смерти был председателем зарегистрированного в Нидерландах благотворительного фонда Stichting INGKA Foundation (назван в честь Кампрада). Этот фонд — владелец INGKA Holding, родительской компании всех магазинов IKEA.
Благотворительный фонд, по данным журнала The Economist от мая 2006 года, считается богатейшей в мире благотворительной организацией, её активы достигают 36 миллиардов долларов.

## Семья
- В 1950 году Кампрад женился на Керстин Вадлинг, брак был расторгнут в 1960 году.
  - Дети: приёмная дочь Анника.
- С 1963 года до 2011 — в браке с Маргаретой Стеннерт.
  - Дети: сыновья Петер, Юнас и Матиас[17].

## Награды
- 1983 год — Кампраду присвоено звание почётного доктора в Лондском университете.
- 1984 год — Ингвар Кампрад получил премию Международной торговой палаты.
- 1989 год — Кампрад назван «Шведом года».
- 1992 год — Ингвар Кампрад получает престижную премию Ассоциации технических наук[17].
- 2011 год — Орден Дружбы (Россия, 2 января 2011 года) — за большой вклад в развитие российско-шведского торгово-экономического и инвестиционного сотрудничества[18]

## В Кино
Ингвар Кампрад является ключевым персонажем комедии «Харольд здесь» (2014). В фильме его похищает разорившийся в результате открытия магазина IKEA мебельщик. Роль Кампрада исполнил актёр Бьёрн Гранат.